# Даниэль Бьярнасон
Даниэль Бьярнасон (исл. Daníel Bjarnason (род. 26 февраля 1979) — исландский композитор и дирижёр. Изначально он изучал композицию, фортепиано и оркестровое дирижирование в Рейкьявике, затем он продолжил образование как симфонический дирижёр в Высшей школе музыки во Фрейбурге.
Широкое признание Бьярнасон получил в 2010 году после выхода дебютного альбома Processions (2010). Выход этого альбома был тепло встречен рецензентами журнала Time Out NY, выразившими своё мнение о том, что Бьярнасон создал "звук, который очень близко подходит к определению неопределенного храброго нового мира классической музыки".
С 2017 года Бьярнасон получил статус композитора в резиденции в оркестре Музикгебау Фриц Филипс в Эйндхвене. Сотрудничество с Исландским симфоническим оркестром Даниэль начал в 2015 году также как художник в резиденции и оставался таковым до 2018 года, после чего был назначен на должность главного приглашённого дирижёра этого оркестра. Его универсальность дала возможность сотрудничать с авторитетными музыкантами разных направлений, в том числе, при создании электроакустических произведений с выходцем из Австралии Беном Фростом, Sigur Ros, а также композитором Брайаном Эно.
Сочинения Даниэля Бьярнасона исполнялись под руководством различных дирижёров, в том числе Густаво Дудамеля, Джона Адамса, Андре де Ридьера, Джеймса Конлона Луиса Лангре и Илана Волкова. После отставки последнего Бьярнасон временно исполняет обязанности главного дирижёра Исландского симфонического оркестра до вступления в силу контракта Эвы Олликайнен.
В 2010-х годах Бьярнасон сотрудничал с филармонией Лос-Анджелеса, танцевальной труппой Рамберта, оркестром Britten Sinfonia,, симфоническим оркестром Цинциннати, ансамблем So Percussion и квартетом Калдера.. В августе 2017 года он участвовал в организации фестиваля Лос-Анджелесской филармонии в Рейкьявике.

## Награды
Даниэль Бьярнасон получил множество наград в числе лауреатов Исландской Музыкальной премии, включая «Песню года» (2015) за песню Ek ken di nag  и "Композитор года" (2013) за произведения The Isle Is Full of Noises и Over Light Earth. Произведение Over Light Earth (2013) выиграло Исландскую Музыкальную премию также как лучший CD с записью классической музыки, выпущенный в 2013 году. Также в 2013 году Даниэль Бьярнасон и Бен Фрост стали лауреатами исландской кинопремии "Эдда" за лучший саундтрек к фильму Балтазара Кормакура "Глубина". В 2010 году Бьярнасон был номинирован на престижную музыкальную премию Совета Северных стран и выиграл музыкальную премию Kraumur. Даниэль также получил грант от Мемориального фонда Кристьяна Эльдарна.

## Дискография

### Альбомы
- Processions (2010) — Bedroom Community
- Sólaris (2011) — Bedroom Community
- Over Light Earth (2013) — Bedroom Community
- Djúpið (2017) — Bedroom Community

### Сочинения

#### Сольные или для небольшого камерного состава
- 5 китайских поэм (2001)
- 4 сезона Йозы Бусона (2003)
- Скелья (2006)
- Фанфара для Харпы (2011)
- Четыре анахронизма (2012)
- Qui Tollis (2013)
- Ek Ken Die Nag (2014)
- Stillshot (2015)

#### Сочинения для ансамбля и камерного оркестра
- All Sounds to Silence Come (2007)
- Over Light Earth (2012)

#### Оркестровые произведения
- Emergence (2011)
- Blow Bright (2013)
- Collider (2015)
- From Space I saw Earth for three conductors (2019)

#### Соло с оркестром
- Solitudes (2003)
- Sleep Variations (2005)
- Processions (2009)
- Bow to String (2010)
- Sólaris (2011)

#### Хоры
- Enn Fagnar Heimur (2011)
- Ek Ken Die Nag (2014)

#### Кантаты для хора и оркестра
- The Isle Is Full of Noises (2012)

#### Для голоса с ансамблем
- Larkin Songs (2010)

#### Оперы
- Братья (2017)

#### Саундтреки к фильмам
- Reykjavik Guesthouse (2003)
- Come To Harm (2011)
- Шлубина (2012)
- Под деревом (2017)

#### Танцевальная музыка
- Smáljón í Sjónmáli (2011)
- Frames - совместно с Александром Уитли (студия Рамберт)